# 岩坪秀一
岩坪 秀一（いわつぼ しゅういち、1942年 - ）は、日本の統計学者。工学博士（東京大学、1980年）、大学入試センター名誉教授である。